# La paranza dei bambini (film)
La paranza dei bambini è un film del 2019 diretto da Claudio Giovannesi.
La pellicola, interamente recitata in napoletano e per questo munita di sottotitoli in italiano, è l'adattamento cinematografico dell'omonimo romanzo scritto da Roberto Saviano.

## Trama
Napoli, 2018. Nicola Fiorillo è un adolescente che vive nel malfamato e centrale Rione Sanità, assieme alla madre e al fratellino minore, Cristian.
Il ragazzo trascorre le proprie giornate alternando la frequentazione degli amici e della fidanzata, all'attività di spaccio per conto di Don Lino Sarnataro, boss locale che è malvisto dal quartiere per via delle continue estorsioni perpetrate a danno dei poveri commercianti locali.
Un giorno la polizia riesce ad arrestare numerosi camorristi, tra cui lo stesso Sarnataro: così Fiorillo approfitta del temporaneo vuoto di potere per imporsi nel Rione Sanità, nonostante la sua giovane età. A tal fine egli sfrutta la collaborazione dei fratelli Striano, unici superstiti di un clan che un tempo comandava la zona. Ben presto Nicola e il suo gruppo di amici consolidano il proprio potere nel territorio, anche grazie al bene placito del maturo camorrista Don Vittorio, il quale provvede altresì a fornire armi da fuoco alla nuova organizzazione.
Al fine di usarlo come esempio, Nicola si trova costretto a uccidere un padre di famiglia, piccolo e fedele collaboratore di Don Lino, che non aveva accettato il cambiamento di potere. L'organizzazione ottiene il rispetto e il timore del quartiere, ma Nicola è sconvolto per aver ucciso un uomo. Deve però nascondere il suo turbamento, anche ai suoi stessi compagni.
Preso il controllo del rione, Nicola pone fine al pagamento del pizzo da parte dei commercianti, motivo per cui viene ben visto nel quartiere. 
Il gruppo di ragazzi inizia a sfruttare le loro nuove enormi possibilità economiche: si comprano vestiti e ornamenti costosi, motorini, zone V.I.P. in discoteca, alcool, cocaina e prostitute, ma anche mobili nuovi e lussuosi per le loro famiglie. Finanziano anche il restauro del campetto da calcio del quartiere, e regalano delle maglie da calcio personalizzate ai bambini del rione.
Improvvisamente la situazione precipita: le paranze dei Quartieri Spagnoli, con cui Nicola e i suoi hanno delle inimicizie già da prima della loro ascesa al potere, minacciano il ragazzo, i suoi amici e il fratellino. Non potendo ignorare l'affronto, la paranza si prepara alla guerra. 
Nel frattempo Nicola scopre che uno degli Striano continua a chiedere il pizzo a sua insaputa. Ne scaturisce un litigio che porta gli Striano a dividersi dal resto del gruppo e entrare in conflitto. La paranza si ritrova così fra i due fuochi: da una parte gli Striano e dall'altra i Quartieri. 
Mentre Nicola è a cena con la sua fidanzata, due ragazzi in moto, mascherati dai caschi, cercano di ucciderli. La coppia sfugge per miracolo, e si rifugia in un hotel. Quella stessa notte il giovanissimo fratello ruba una pistola dal borsone dove Nicola nascondeva le sue armi. Si reca quindi con i suoi amici nei Quartieri Spagnoli per provarla. Un abitante del quartiere sopraggiunge sul posto e punisce l'affronto sparando al bambino che muore poco dopo.
Nicola trova il cadavere di Cristian la mattina seguente, circondato dagli amichetti del bambino, che lo hanno visto morire fra le loro braccia.
La scena finale mostra uno stravolto Nicola e la sua paranza, insieme agli uomini di Don Vittorio, in sella agli scooter, minacciosi e intenzionati a vendicare il fratellino.

## Produzione

### Titolo
Il termine "paranza", in napoletano, indica un gruppo di giovani e giovanissimi quasi sempre visto come assembramento criminale e non piuttosto nell'accezione buona  del termine gruppo e ad ogni modo non necessariamente camorristi armati. È ispirato al termine col quale si intende nel dialetto della costa un banco di giovani pesci che la luce attrae in trappola nelle reti dei pescatori.

### Sviluppo
Il film trae ispirazione dal genere criminoso di Scorsese e De Palma, ma mostra un altro lato dei camorristi, invidiati dai giovani per il loro lusso sfrenato: la loro azione è vista come un'attraente opportunità di facili guadagni e di riscatto sociale, per ottenere fama, soldi e potere, velocemente e senza sacrificio alcuno, eccetto quello dell'amore e dell'amicizia.
Secondo il regista, il film esce dal racconto di genere e criminale di Gomorra per realizzare «una storia di sentimenti, che scava nell'anima dei protagonisti e documenta la perdita dell'innocenza», penetrandola dal punto di vista dei giovani.

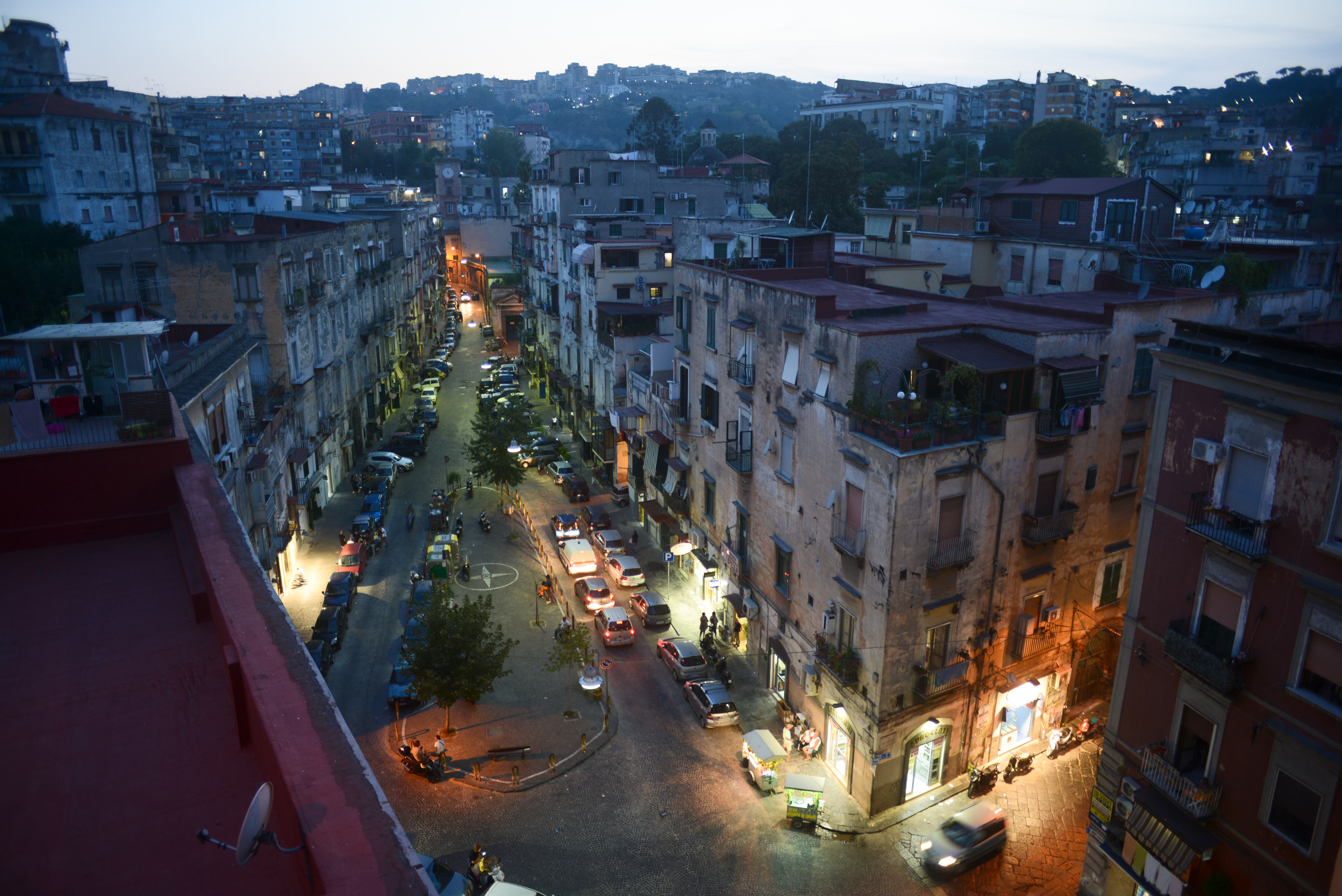
Il Rione Sanità, principale luogo delle riprese del film, oltre che reale ambientazione della vicenda

### Cast
Il primo attore esordiente nel film, Francesco Di Napoli, è un ex barista residente proprio nel Rione Traiano, selezionato da Giovannesi fra 4.000 candidati per il suo volto pulito e il talento naturale capace di portare la verità dei sentimenti in scena. Il suo personaggio ritrae la storia vera di alcuni conoscenti del quartiere che «fanno le scelte sbagliate, pensando ingenuamente di poter avere tanti soldi in fretta, ma senza preoccuparsi delle conseguenze dei loro atti», privi di un padre, di una prospettiva di vita e di un progetto di studio o lavoro, al di fuori dell'emigrazione o di un patto irreversibile col male e le famiglie di potere.

### Riprese
Le riprese del film, iniziate il 3 luglio 2018 e concluse il 30 luglio dello stesso anno, per un totale di 9 settimane di lavorazione, si sono svolte interamente a Napoli.

## Distribuzione
Il film è stato presentato in anteprima e in concorso alla 69ª edizione del Festival di Berlino il 12 febbraio 2019 (come unico film italiano in concorso) ed è stato distribuito nelle sale cinematografiche italiane da Vision Distribution a partire dal 13 febbraio dello stesso anno.

## Accoglienza

### Incassi
Il film, rivelatosi un successo al botteghino poiché ha guadagnato solo in Italia circa 1,8 milioni di euro, ha raggiunto un incasso mondiale di quasi 3 milioni di dollari complessivi.

### Critica
La Rivista del cinematografo, il 12 febbraio 2019, ha assegnato al film 4 stelle, pubblicando anche la seguente recensione, molto positiva, del film:
Ecco, La paranza dei bambini è un film che in maniera molto intelligente riesce a smarcarsi dalla facile pornografia del "camorra-movie" per intraprendere un percorso indirizzato verso le profondità della fruizione, all'origine della perdita dell'innocenza: non c’è nessun miraggio di una vita “migliore” (se non una fugace e vagheggiata idea di trasferta spensierata al sole gioioso della salentina Gallipoli), né tantomeno alcun suggerimento su come potersi affrancare da quel tipo di esistenza, non c’è la tagliola di uno sguardo esterno giudicante, né personaggi vagamente “moralizzatori”.

## Riconoscimenti
- 2019 – Festival di Berlino
  - Orso d'argento per la migliore sceneggiatura a Claudio Giovannesi, Roberto Saviano e Maurizio Braucci[14][15]
  - Candidatura per l'Orso d'oro a Claudio Giovannesi[16]
- 2019 – Nastro d'argento
  - Candidatura per il miglior film a Claudio Giovannesi
  - Candidatura per la miglior regia a Claudio Giovannesi
  - Candidatura per la migliore sceneggiatura a Roberto Saviano
  - Candidatura per la miglior fotografia a Daniele Ciprì
  - Candidatura per la migliore scenografia a Daniele Frabetti
  - Candidatura per il miglior montaggio a Giuseppe Trepiccione
  - Candidatura per la miglior produzione a Carlo Degli Esposti
  - Candidatura per il miglior sonoro in presa diretta a Emanuele Cicconi[17]
- 2020 – David di Donatello[18]
  - Candidatura per il miglior film a Claudio Giovannesi
  - Candidatura per la miglior regia a Claudio Giovannesi
  - Candidatura per la miglior sceneggiatura non originale a Claudio Giovannesi e Maurizio Braucci
- 2020 – Premio Flaiano[19]
  - Miglior cinematografia/regia a Claudio Giovannesi
- 2019 – Le giornate della luce
  - Quarzo di Spilimbergo – Light Award
- 2019 – Noir in Festival
  - Premio Caligari
- 2019 – Ciak d'oro
  - Migliore fotografia a Daniele Ciprì[20]
  - Miglior sonoro a Emanuele Cicconi, Enrico Medri e Maximiliano Angelieri[20][21]